# Wilhelmine Althaber
Wilhelmine Althaber (* 12. Juni 1841 in Greifswald; † 28. Mai 1917 in Bonn) war eine deutsche Schriftstellerin und Pädagogin.

## Leben
Wilhelmine Althaber besuchte eine Höhere Töchterschule in Greifswald und ließ sich zur Pädagogin ausbilden. Im Jahr 1866 legte sie das staatliche Examen für Lehrerinnen ab und arbeitete die folgenden 25 Jahre als Volksschullehrerin. Ab 1874 war sie an einer Schule in Remscheid angestellt. Sie begann sich während einer Erkrankung intensiv mit dem Katholizismus auseinanderzusetzen und konvertierte um 1891 zum katholischen Glauben. Dies hatte ihre vorzeitige Pensionierung zur Folge. Sie begann religiöse und belehrende Abhandlungen zu schreiben und war Mitarbeiterin der „Germania“ sowie Mitglied des „Deutschen Schriftstellerinnen-Bundes“. Von Beginn der 1890er-Jahre bis zu ihrem Tod lebte sie in Bonn.

## Werke
- Vom Irrwege zur Wahrheit. Mein Glaubensleben in Vergangenheit und Gegenwart (1893)
- Folgen ärztlicher Sprechstunden (Lustspiel, 1899)
- Der Klub der Harmlosen (Posse, 1900)
- Original-Festgedichte für Klöster und Pensionate (1901)